# ناحية كسرة
ناحية كسرة إحدى نواحي سوريا تتبع إداريّاً لمحافظة دير الزور منطقة دير الزور ومركزها مدينة كسرة، بلغ تعداد سكان الناحية 63,226 نسمة حسب التعداد السكاني لعام 2004.

## بلدات وقرى ناحية كسرة
أبو خشب، العلي، الهرموشية، حوايج بومصعة، حوايج ذياب، جزرة البوحميد، جزرة ميلاج، جروان (أبو الهبال)، الكسرة، سفيرة تحتاني، محيميدة، الصعوة، الشاطئ، زغير.